# Dimitrija Demeter
Dimitrija Demeter, hrvaški pesnik, dramatik, prevajalec, publicist, gledališki kritik, literarni in gledališki delavec, * 21. julij 1811, Zagreb, † 24. junij 1872, Zagreb.
Velja za enega najbolj izobraženih ljudi svojega časa, saj je imel pomembno vlogo pri narodni prebuditvi hrvaškega naroda, ki je bilo takrat pod Habsburško monarhijo. V okviru naroden vstaje sta s svojim tesnim prijateljem Ljudevitom Gajem pričela z uvajanjem hrvaškega jezika v vsakdanjo rabo in z ustanovitvijo Hrvaškega narodnega gledališča v Zagrebu. Njegov politični aktivizem za hrvaški narodni preporod se je odražal v njegovem sodelovanju pri številnih domoljubnih brošurah, predvsem pri Narodnih novinah in Hrvatskem Sokolu. Demeter je začetnik novejše hrvaške drame in eden od začetnikov hrvaške novele.

## Življenje

### Mladost in šolanje
Rodil se je v bogati trgovski družini grškega porekla. Njegova starša Teodoros in Afrati sta prišla v Zagreb leta 1792 iz mesta Siatista, ki je bilo takrat pod osmansko oblastjo. Imel je še štiri sorojence, med drugim sestro Aleksandro, ki se je poročila s pesnikom Ivanom Mažuranićem. Dimitrija je osnovno šolo obiskoval v Zagrebu, prav tako gimnazijo, filozofijo pa je študiral v Gradcu od leta 1827―1829, kjer se je spoprijateljil z Ljudevitom Gajem in ostalimi kasnejšimi narodnimi preporoditelji. Po končani filozofiji je študiral še medicino na Dunaju. Študij medicine je končal v Padovi leta 1834, kjer je leta 1836 tudi doktoriral z disertacijo o meningitisu. Za časa študija je izgubil oba starša. 

### Drama Virginija
Demeter je svojo literarno kariero začel z grško poezijo že zelo zgodaj. Že kot otrok je pri 16 letih napisal svojo prvo dramo Virginija v novogrškem jeziku, z vsebino, ki je preganjala vpliv tujstva. V njej je prikazan zgodovinski dogodek, kako je devica Virginija postala žrtev pohote rimskega konzula Apija Klaudiija. Žal je drama le delno ohranjena. Na temeljih vzgoje doma se je med življenjem v tujini povečala njegova ljubezen do potlačenih in zatiranih. Ko je leta 1836 prišel v Zagreb, se je pridružil narodnemu preporodu in pomagal kot svetovalec pri urejanju časopisov Ljudevita Gaja, bil pa je tudi urednik različnih almanahov domoljubne vsebine: Iskra, Südslavische Zeitung, Danica ilirska, Narodne novine in Hrvatski Sokol. 

### Hrvatsko narodno kazalište
Zavedal se je pomena gledališča v takratnem življenju Hrvatov. Leta 1838 je izdal prvi zvezek Dramatičkih pokušenja. Od povratka v Zagreb leta 1836 si je Demeter prizadeval za ustanovitev hrvaškega gledališča, bil je eden izmed glavnih pobudnikov, če ne celo prvi, ki je prišel na zamisel o hrvaškem narodnem gledališču, ki bi redno uprizarjalo drame v hrvaščini in tako zgradilo temelje hrvaškemu gledališču. Demetra je bil velik ljubitelj gledališča, prav tako pa tudi opere. Napisal je libreto Ljubav i zloba, ki jo je Vatroslav Lisinski uglasbil in je prva hrvaška opera. Prvič je bila uprizorjena 28. marca 1846. 

### Grobničko polje
Demeter je po povratku iz Italije v domovino obiskal Grobničko polje, na katerem so Hrvati premagali Mongole. Ta obisk ga je navdihnil, da je napisal eno svojih najbolj znanih del, epsko-lirsko pesnitev Grobničko polje, napisano leta 1842 ob 600. obletnici zmage na Grobniškem polju. 

### Tragedija Teuta
Kasneje je imenoval Hrvate Iliri in v svojo tragedijo Teuto, ki je bila prva nacionalna drama Hrvatov, vključil njihovo zgodovino in zagovarjal idejo o ilirskem izvoru vseh Južnih Slovanov. Teuto je Matica ilirska leta 1844 tiskala na Dunaju, ker je zagrebški cenzor, Madžar Josef Matsik, ne bi dovolil tiskati na Hrvaškem zaradi domoljubne vsebine. 

### Starost
Po očetovi smrti je z družinskim premoženjem upravljal brat Naum. Družinski posel je pešal in Dimitrijevi dohodki so bili vse manjši, dokler meseca maja ni ostal brez vsega. Septembra istega leta se je začela vojna z Madžari, kar je še otežilo njegove življenjske razmere. Zato je leta 1850 postal dramaturg, za kar ga je imenovala hrvaška vlada. Pri svojem delu je bil zelo uspešen, prejel je veliko pohval, pa tudi kritik. Leta 1852 je doživel udarec, od katerega si nikoli ni zares opomogel. Umrla je njegova zaročenka Franjica Vesel, ki je bila znana zagrebška igralka. Tako je ostal do smrti neporočen. 
Začel je bolehati, zato se je leta 1867 upokojil, a niti to ga ni ustavilo pred kreativnim snovanjem, saj je še vedno je delal za gledališče. Bil je iniciator književnega časopisa Hrvatski sokol, ki je izšel leta 1870. V tem času ga je zadela kap, od katere si ni več opomogel. Umrl je v Zagrebu, 24. junija 1872, prvotno je bil pokopan na pravoslavnem pokopališču v soseski Pantovčak. Po zaprtju večine starih zagrebških pokopališč v sedemdesetih letih 19. stoletja in razglasitvi pokopališča Mirogoj za primarno občinsko pokopališče, so njegove posmrtne ostanke nekaj let pozneje prenesli na Mirogoj, kjer se hranijo še danes. Njegov doprsni kip krasi dvorišče Hrvaškega narodnega gledališča v Zagrebu. 

### Literarno delo
Pisal je novele, feljtone, literarne kritike, libreto za operi Ljubav i zloba in Porin Vatroslava Lisinskega ter za njegovi drami Dramatička pokušenja I. in Dramatička pokušenja II. Napisal je elegijo Na grobu moga oca po očetovi smrti, v novogrščini, v kateri se spominja očetove velike ljubezni in pobude za svobodno Grčijo. V svojih besedilih je skušal združiti tradicijo stare hrvaške književnosti s težnjami v evropski dramatiki. Z zgodovinsko tematiko je največkrat izražal svoja domoljubna stremljenja in govoril o aktualnih družbenih razmerah. Njegova vloga pri organiziranju kulturnega življenja v Zagrebu in na Hrvaškem je bila izjemnega pomena. 35 let po njegovi smrti, leta 1907, je bila ustanovljena Demetrova nagrada za dramo.